# Scopula infirmata
Scopula infirmata är en fjärilsart som beskrevs av Louis Beethoven Prout 1938. Scopula infirmata ingår i släktet Scopula och familjen mätare. Inga underarter finns listade.